# Стриптиз-клуб

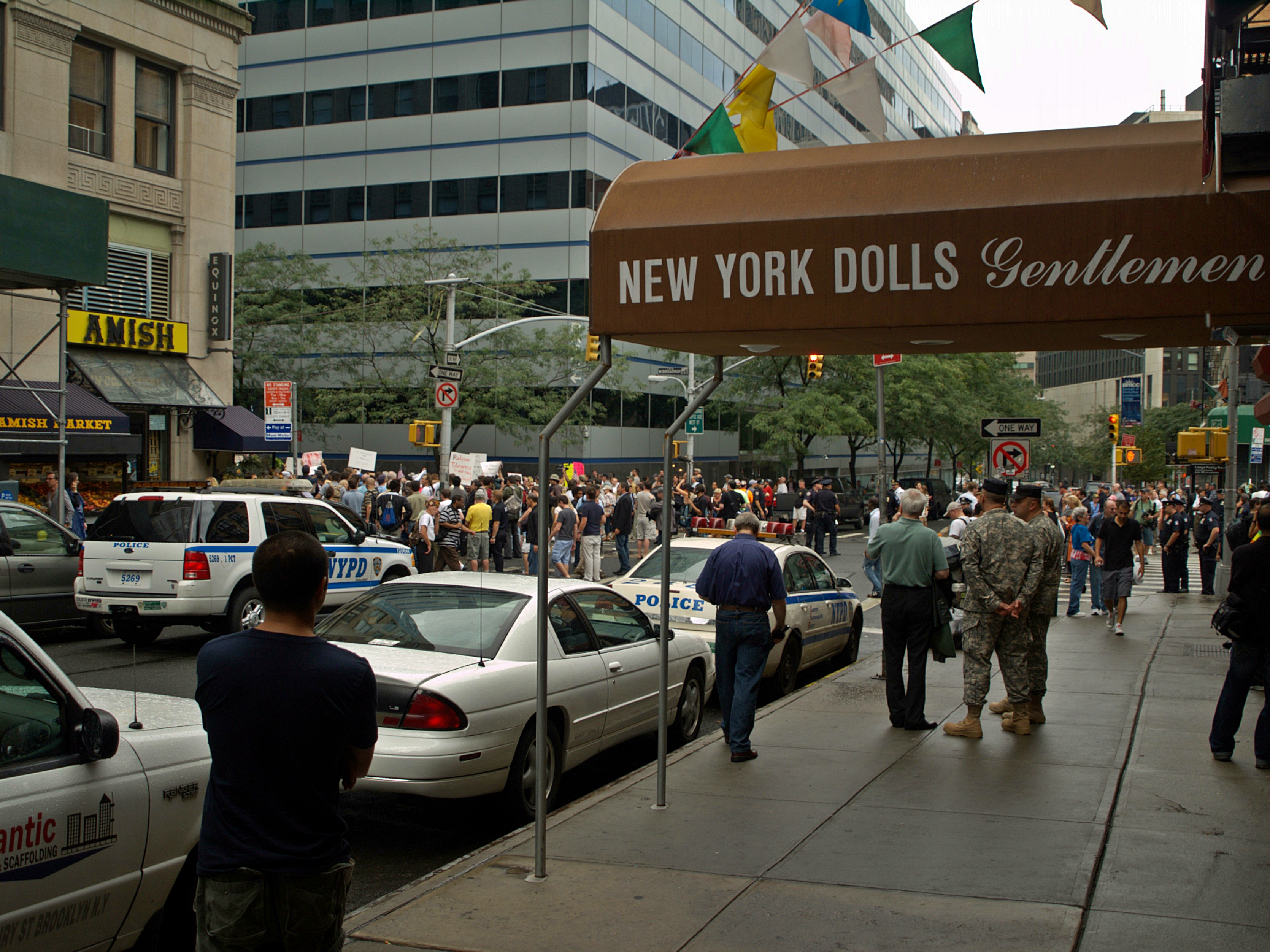
Стриптиз-клуб у Нью-Йорку

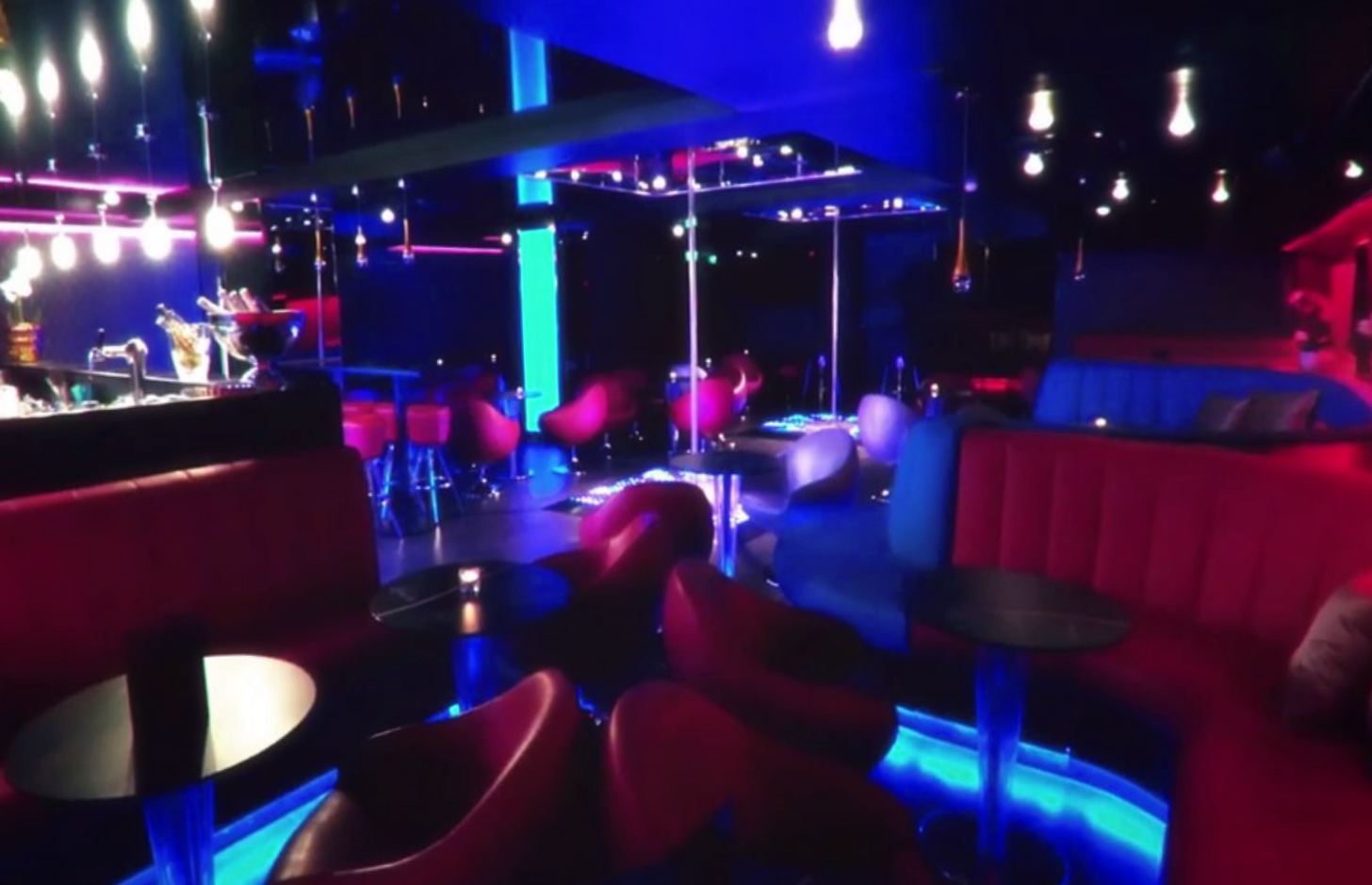
Інтер'єр «Клубу Джентльменів» у Гельсінкі, Фінляндія

Стрипти́з-клуб, стрип-клуб — місце розваги для дорослих, в якому проводиться стриптиз або інших еротичні або екзотичні танці.
Стриптиз-клуб є постійною темою в популярній культурі. У деяких засобах масової інформації ці клуби зображуються перш за все, як місця збору розпусти та поганої репутації.

## Історія
Термін «стриптиз» вперше був визначений у 1938 році. Інші можливі впливи на сучасний стриптиз були танці, які виявили й привезли до Європи французькі колоністи в XIX столітті в Північній Африці та Єгипті.

## Різновиди
Незалежно від розміру та розташування у світі виконавець стриптизу може бути:
- Повністю оголеним
- Топлес — оголена лише верхня частина тіла до пояса
- Бікіні — виконавець виступає в бікіні.

## Виконавці
Виконавець стриптизу називається стриптизером. Образ стриптизерки розвивався протягом кінця 1960-х — початку 1970-х років у США. Порноакторки часто починають свою кар'єру саме з виконання стриптизу, або ж продовжують працювати у таких установах і під час основної діяльності для того, щоб збільшити свій бюджет.